# Anghel Iordănescu
Anghel „Puiu” Iordănescu (n. 4 mai 1950, București, România) este un jucător de fotbal retras din activitate, antrenor de fotbal și om politic din România. A fost selecționer al echipei naționale de fotbal a României, având trei mandate la conducerea acestei echipe. La 5 septembrie 1994 a fost avansat la gradul de general (M.A.N.) A fost trecut în rezervă cu acest grad la data de 15 iulie 1998.
În anul 2008 avea o avere de 55 de milioane de euro.

## Biografie

### Ca jucător
Unul dintre cei mai mari jucători ai Stelei București, Iordănescu a fost un mijlocaș atacant sau ofensiv, cu o tehnică de marcare bine dezvoltată și o capacitate neobișnuită de dribling. El era, de asemenea, bine cunoscut pentru viziunea sa și capacitatea sa de a anticipa adversarul. În România, a jucat doar la Steaua, echipă la care a intrat în tinerețe în 1962, la vârsta de 12 ani. Șase ani mai târziu, în 1968 a debutat la prima echipă în Divizia A. În această perioadă, în Divizia A a avut 317 prezențe și a marcat 156 de goluri, devenind cel mai mare marcator al Stelei.
Prima apariție la naționala României a avut loc în 1971, unde a avut 64 de selecții în echipa națională și a înscris 26 de goluri. A făcut parte din echipa naționala calificată în sferturile C.E. - 1972.
Iordănescu a câștigat de două ori campionatul național (în '75-'76 și '77-'78) și patru Cupa României (în '69-'70, '70-'71, '75-'76 și '78-'79).  A ocupat locul 3 în 1976 și locul 2 în 1980 în clasamentul celor mai buni fotbaliști ai țării. În 1981–82, a fost cel mai bun marcator al Diviziei A.
În 1982, la 32 de ani, Iordănescu a părăsit România pentru a juca la OFI Creta în Grecia sub conducerea antrenorului principal Les Shannon, dar s-a întors la Steaua doi ani mai târziu pentru a deveni asistentul antrenorului clubului.

### Ca antrenor asistent
Împreună cu Emerich Jenei, pe atunci antrenor principal, a câștigat campionatul în 1985 și a contribuit la conducerea echipei la triumful Cupei Europei în 1986, jucând ca înlocuitor în finala cu Barcelona. Astfel și-a adus contribuția la câștigarea Cupei Campionilor Europeni în 1986.

### Ca antrenor principal
Între 1987-1989 este antrenor principal la Steaua. În 1987 conduce Steaua la câștigarea Supercupei Europei. 
Câștiga în această perioadă trei Cupe ale României și trei titluri de campioană. A fost antrenor principal în ediția 1988-1989 când Steaua a jucat finala Cupei Campionilor Europei (0-4 cu AC Milan). Între 1990-1992 a antrenat în Cipru, pe Anorthosis Famagusta, cu care a participat în Cupa UEFA. În 1992-1993 revine ca antrenor principal în Ghencea și readuce titlul după patru ani.

### Ca selecționer
Pe 8 septembrie 1993 a fost numit antrenorul echipei naționale. S-a calificat la două turnee finale ale Campionatului Mondial (1994 și 1998) și la unul al Campionatului European din 1996. În august 1998 pleacă de la națională și antrenează alte echipe naționale și echipe de club străine, inclusiv în Arabia Saudită. În ianuarie 2002 redevine antrenor principal la echipa națională.

### Distincții
La data de 5 septembrie 1994 colonelul Anghel Iordănescu din Ministerul Apărării Naționale a fost înaintat la gradul de general-maior (cu o stea). A fost trecut în rezervă cu acest grad la data de 15 iulie 1998.
În martie 2008 a fost decorat cu Ordinul „Meritul Sportiv” Clasa a II-a pentru câștigarea Cupei Campionilor Europeni în 1986.

### Politician
În 2004 Anghel Iordănescu a candidat pe listele PSD la Senatul României, în județul Ilfov, fiind pe poziția a patra a listei. Voturile nu i-au permis să devină senator imediat. În februarie 2008, în urma demisiei lui Teodor Filipescu, Iordănescu a preluat locul acestuia pentru ultimele 10 luni de mandat. În toamna lui 2008 a candidat din nou într-unul din colegiile din județul Ilfov, obținând un nou mandat de senator. După 2008, Iordănescu s-a retras din PSD și a susținut candidatura lui Traian Băsescu la alegerile prezidențiale din 2009.
În legislatura 2004-2008, Anghel Iordănescu a fost membru în grupurile parlamentare de prietenie cu Republica Elenă, Republica Croația și Regatul Maroc.
În legislatura 2008-2012, Anghel Iordănescu a fost membru în grupul parlamentar de prietenie cu Muntenegru și a inițiat 16 propuneri legislative, din care 4 au fost promulgate legi.

### Viața personală
Anghel Iordănescu are patru copii. Fiul Edward Iordănescu a devenit și el fotbalist și antrenor.

## Goluri internaționale
| Anghel Iordănescu - goluri internaționale | Anghel Iordănescu - goluri internaționale | Anghel Iordănescu - goluri internaționale | Anghel Iordănescu - goluri internaționale | Anghel Iordănescu - goluri internaționale | Anghel Iordănescu - goluri internaționale | Anghel Iordănescu - goluri internaționale              |
| #                                         | Data                                      | Stadion                                   | Adversar                                  | Scor                                      | Rezultat                                  | Competiția                                             |
| ----------------------------------------- | ----------------------------------------- | ----------------------------------------- | ----------------------------------------- | ----------------------------------------- | ----------------------------------------- | ------------------------------------------------------ |
| 1                                         | 22 septembrie 1971                        | Helsinki, Finlanda                        | Finlanda                                  | 1–0                                       | 4–0                                       | Preliminariile Euro 1972                               |
| 2                                         | 8 aprilie 1972                            | București, România                        | Franța                                    | 1–0                                       | 2–0                                       | Meci amical                                            |
| 3                                         | 29 mai 1974                               | București, România                        | Grecia                                    | 1–1                                       | 3–1                                       | Cupa Balcanică                                         |
| 4                                         | 29 mai 1974                               | București, România                        | Grecia                                    | 2–1                                       | 3–1                                       | Cupa Balcanică                                         |
| 5                                         | 12 octombrie 1975                         | București, România                        | Turcia                                    | 1–1                                       | 2–2                                       | Cupa Balcanică                                         |
| 6                                         | 16 noiembrie 1975                         | București, România                        | Spania                                    | 2–2                                       | 2–2                                       | Preliminariile Euro 1976                               |
| 7                                         | 23 martie 1977                            | București, România                        | Turcia                                    | 4–0                                       | 4–0                                       | Cupa Balcanică                                         |
| 8                                         | 8 mai 1977                                | Zagreb, former Iugoslavia                 | Iugoslavia                                | 2–0                                       | 2–0                                       | Calificările pentru Campionatul Mondial de Fotbal 1978 |
| 9                                         | 14 august 1977                            | Rabat, Maroc                              | Cehoslovacia                              | 3–1                                       | 3–1                                       | Meci amical                                            |
| 10                                        | 13 noiembrie 1977                         | București, România                        | Iugoslavia                                | 2–2                                       | 4–6                                       | Calificările pentru Campionatul Mondial de Fotbal 1978 |
| 11                                        | 5 mai 1978                                | București, România                        | Bulgaria                                  | 1–0                                       | 2–0                                       | Cupa Balcanică                                         |
| 12                                        | 31 mai 1978                               | Sofia, Bulgaria                           | Bulgaria                                  | 1–1                                       | 1–1                                       | Cupa Balcanică                                         |
| 13                                        | 11 octombrie 1978                         | București, România                        | Polonia                                   | 1–0                                       | 1–0                                       | Meci amical                                            |
| 14                                        | 25 octombrie 1978                         | București, România                        | Iugoslavia                                | 3–1                                       | 3–2                                       | Preliminariile Euro 1980                               |
| 15                                        | 27 august 1980                            | București, România                        | Iugoslavia                                | 1–0                                       | 4–1                                       | Cupa Balcanică                                         |
| 16                                        | 27 august 1980                            | București, România                        | Iugoslavia                                | 3–0                                       | 4–1                                       | Cupa Balcanică                                         |
| 17                                        | 27 august 1980                            | București, România                        | Iugoslavia                                | 4–1                                       | 4–1                                       | Cupa Balcanică                                         |
| 18                                        | 10 septembrie 1980                        | Varna, Bulgaria                           | Bulgaria                                  | 2–1                                       | 2–1                                       | Meci amical                                            |
| 19                                        | 24 septembrie 1980                        | Oslo, Norvegia                            | Norvegia                                  | 1–1                                       | 1–1                                       | Calificările pentru Campionatul Mondial de Fotbal 1982 |
| 20                                        | 15 octombrie 1980                         | București, România                        | Anglia                                    | 2–1                                       | 2–1                                       | Calificările pentru Campionatul Mondial de Fotbal 1982 |
| 21                                        | 25 martie 1981                            | București, România                        | Polonia                                   | 2–0                                       | 2–0                                       | Meci amical                                            |

## Palmares

### Jucător
Steaua București
- Liga 1 (2): 1975–76, 1977–78
- Cupa României (4): 1969–70, 1970–71, 1975–76, 1978–79
- Cupa Campionilor Europeni (1): 1985–86

 România
- Cupa Balcanică (1): 1977–80

### Antrenor secund
- Campionatul României (2): 1984-85, 1985–86
- Cupa României: 1984-85

- Cupa Intercontinentală (1): 1986

### Antrenor principal
Steaua București
- Campionatul României (4): 1986–87, 1987–88, 1988–89, 1992–93
- Cupa României (3): 1986–87, 1987–88*, 1988–89
- Supercupa Europei (1): 1986
- Cupa Campionilor Europeni

Finalist: 1989
* - Inițial câștigată de Steaua, apoi acordată lui Dinamo, a rămas în final neacordată.
 Anorthosis Famagusta
- Prima Ligă Cipriotă

Vicecampion: 1990–91, 1991–92
 Al-Hilal
- AFC Champions League: 1999–00
- Cupa Arabiei Saudite: 1999–00
- Gulf Club Champions Cup

Vicecampion: 2000
 Al Ain
- UAE President's Cup: 2001

 Al-Ittihad
- AFC Champions League: 2005
- Arab Champions League: 2005